# Gedimino prospektas

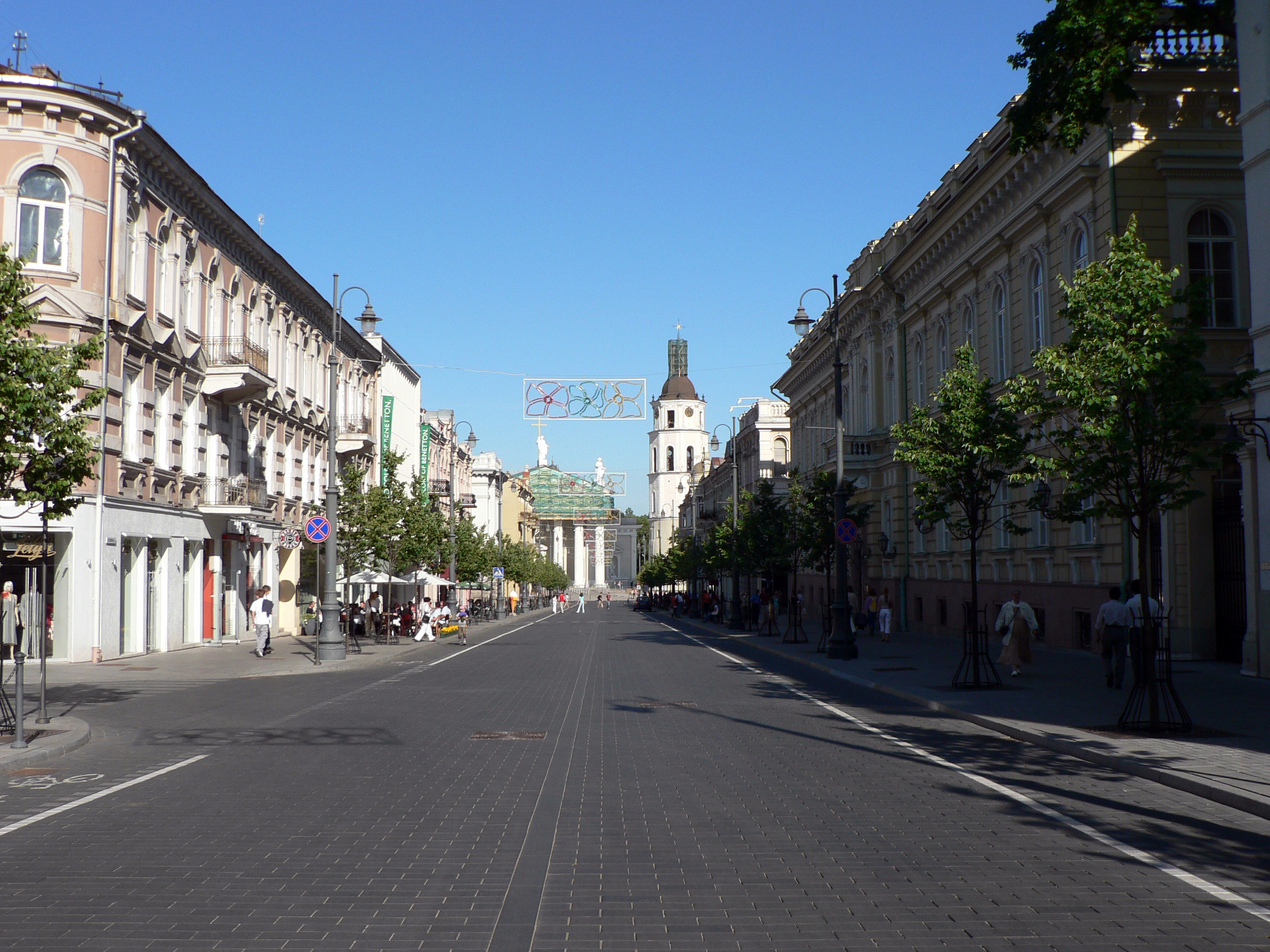
Gedimino prospektas

Gedimino prospektas är en paradgata i Litauens huvudstad Vilnius. Bland de offentliga byggnaderna finns olika statliga departement och i slutet av paradgatan återfinns Litauens parlament Seimas. Under 1800-talet hette den Šventojo Jurgio (Sankt Georgsgatan), under polskt styre (1920–1939) Ulica Mickiewicza, under den tyska ockupationen under andra världskriget Adolf-Hitler-Strasse, efter andra världskriget Stalino prospektas och senare Lenino prospektas. Det nuvarande namnet anammades efter Litauens självständighet.